# Michael Walther der Ältere

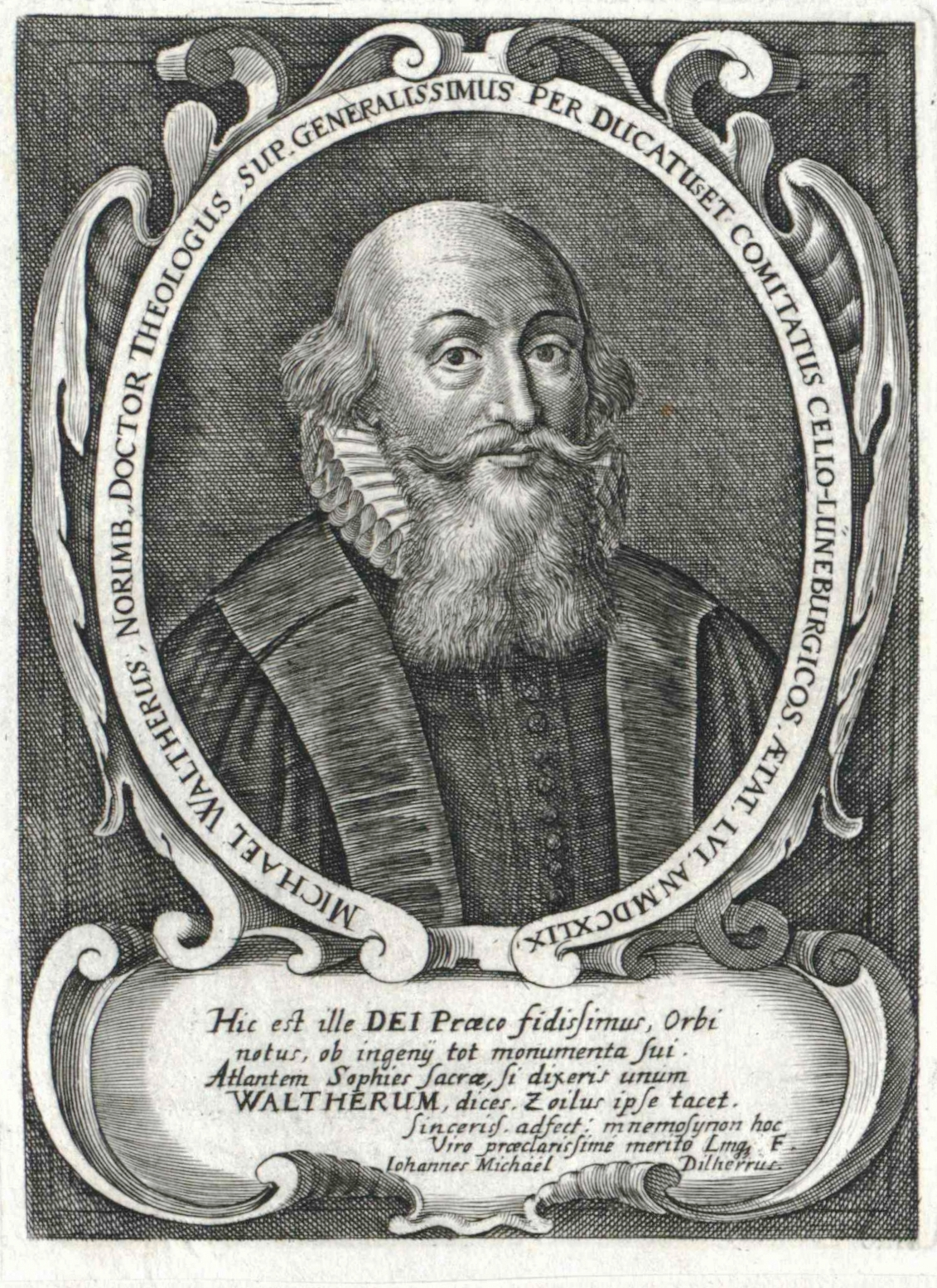
Michael Walther der Ältere

Michael Walther der Ältere (* 6. April 1593 in Nürnberg; † 9. Februar 1662 in Celle) war ein deutscher lutherischer Theologe.

## Leben
Michael Walther der Ältere wurde als Sohn des Nürnberger Kaufmanns und Ratsmitglieds Johann Walter und seiner Frau Magdalena (geb. Klebsattel, 1570–1651) geboren. Nachdem er früh seinen Vater verloren hatte, sollte er nach dem Willen seiner Mutter ursprünglich – wie sein Vater – Kaufmann werden. Nachdem er Schreiben und Rechnen gelernt hatte, wurde er 1603 nach Taus geschickt, wo er das Kaufmannshandwerk erlernen sollte. Man erkannte dabei, dass er mit so guten Geistesgaben ausgestattet war, so dass man ihn für ein Studium in Betracht zog. Darum wechselte er 1604 nach Hof, wo er die lateinische Sprache erlernte.
Dort besuchte er auch das Gymnasium und bezog am 22. Februar 1610 die Universität Wittenberg, wo er Lust verspürte ein medizinisches Studium zu beginnen. Dazu besuchte er unter anderem die Vorlesungen von Daniel Sennert. Seine Mutter wollte jedoch einen Theologen aus ihm machen, daher schwenkte er auf ein Studium der Theologie um. Zur damaligen Zeit musste man jedoch ein philosophisches Grundstudium absolvieren. Nachdem er unter dem Dekan Johannes Wanckel am 12. April 1614 den akademischen Grad eines Magisters erworben hatte, hielt er selbst Vorlesungen und besuchte die Vorlesungen an der theologischen Fakultät bei Leonhard Hutter, Friedrich Balduin, Wolfgang Frantz und Balthasar Meisner.
Ostern 1615 setzte er seine Studien an der Universität Gießen bei Balthasar Mentzer dem Älteren fort. Zum Ende des Jahres kehrte er nach Wittenberg zurück, wo er im Folgejahr erkrankte, sodass er sich nach Nürnberg zum Auskurieren begab. Dort hielt er auch Vorlesungen an der Universität Altdorf und ging Ostern 1617 an die Universität Jena. Dort hörte er Vorlesungen bei Johannes Major, Johann Gerhard und Johann Himmel und wurde im gleichen Jahr als Adjunkt an der philosophischen Fakultät habilitiert.
1618 wurde ihm eine Stelle als Hofprediger bei der Herzogin Elisabeth von Braunschweig-Lüneburg angeboten. Dafür ließ er sich in Jena ordinieren und trat diese Stelle am Neujahrstag 1619 an. Der Herzog Friedrich Ulrich von Braunschweig übertrug ihm 1622 als Nachfolger Kaspar Pfaffrads (1562–1622) eine Stelle als Professor der Theologie an der landeseigenen Universität Helmstedt. Dort promovierte er im Folgejahr zum Doktor der Theologie. Mit seinen Helmstedter Fakultätskollegen Georg Calixt und Konrad Hornejus war er in theologischen Fragen über das „strenge Luthertum“ zerstritten.
Nach dem Tod der Herzogin ging Walther 1626 an den Hof des Grafen Rudolf Christian von Ostfriesland nach Aurich, wo er die Stelle eines Oberhofpredigers übernahm und zugleich erster Generalsuperintendent für Ostfriesland wurde. In dieser Funktion verfasste er 1631 die ostfriesische Kirchenordnung neu, die lange Bestand hatte. Von dort aus lehnte er theologisch ehrenwerte Berufungen von Universitäten und Potentaten ab.
Erst 1642 wechselte er an den Hof des Herzogs Friedrich von Braunschweig-Lüneburg als Generalsuperintendent in Celle. Damit verbunden wurde er postularischer Koadjutor des Stiftes Ratzeburg und erwählter Dompropst des Erzstifts Bremen. In diesen Funktionen war er bis zu seinem Lebensende tätig. Sein Leichnam wurde am 14. März 1662 in Celle beigesetzt.

## Wirken
Walther verfasste über 50 theologische Schriften. Er gehört zu den älteren protestantischen Bibelforschern, die im Geist der lutherischen Orthodoxie, die kritischen Fragen dieser Thematik behandelten. Seine Officina biblica umfasst einen thematischen Überblick der damaligen theologischen Auffassung. Im ersten Abschnitt behandelt Walther die kanonischen Bücher, die er den Propheten und Aposteln zuschreibt. Dabei unterscheidet er beim Neuen Testament die kanonischen Bücher erster Ordnung von den kanonischen Büchern zweiter Ordnung, welche er nicht den Propheten und Aposteln zuschreibt.
Im zweiten Abschnitt des Werkes geht er auf die Apokryphen ein, trägt dabei die damals gesamten verfügbaren Materialien zusammen und hinterfragt kritisch die exegetischen Fragen. In seiner Arbeitsweise hält er wie damals übliche kirchliche Traditionen. Der dritte Abschnitt des Werkes handelt über die verloren gegangenen heiligen Bücher und diejenigen, die er als Fälschungen tituliert. Generell ist bei seinen umfangreichen literarischen Schaffen eine Harmonie von Altem und Neuem Testament herzustellen, jeden Widerspruch in denselben auszugleichen und entsprechend zu redigieren.

## Familie
Er heiratete 1620 in Halberstadt, Margaretha, die Tochter des Osterwiker Stadtrichters Matthias Gleißenberger. In seinen 42 Ehejahren sind sechs Söhne und acht Töchter entstanden. Davon überlebten ihn ein Sohn und fünf Töchter. Von diesen sind bekannt:
1. Michael Walther der Jüngere
2. Margaretha Walther, heiratete den einstigen Syndikus der Stadt Ulzen und späteren Advokaten in Celle Conrad Hildebrand
3. Sophia Christina Walther, heiratete den Superintendent von Sulingen M. Ernst Christian Philippi
4. Anna Juliana Walther
5. Eleonora Walther
6. Elisabeth Walther

## Werkauswahl
- Introitus ad Psalterii facrarium, sive distincta & succinta…. Helmstedt 1624
- Dissertationum Theologicarum quaternio. Rinteln 1630
- Harmonia Biblica sive Conciliatio lecorum Veteris & Novi Testamenti apparenter sibi contradicentium. Straßburg 1620, Rostock 1631, Nürnberg 1640, 1654, 1665
- Tractatus de Manna. Accessit dissertatio Teologica de munerbius, quatenus per Conscientam ea liccat dare & accipere? & judicum Theologicum de miserabili excidi Magdeburgensi. Leiden 1633, Rostock 1637
- Officina Biblica, de Scriptura Sacra in Genra, & in specie de libris ejus Canonicis, Apocryphis, deperditis, spuriis. Leipzig 1636, Wittenberg 1668, 1703
- Gemitus columbae Lutheranae. Hamburg 1633